# David M. Halperin

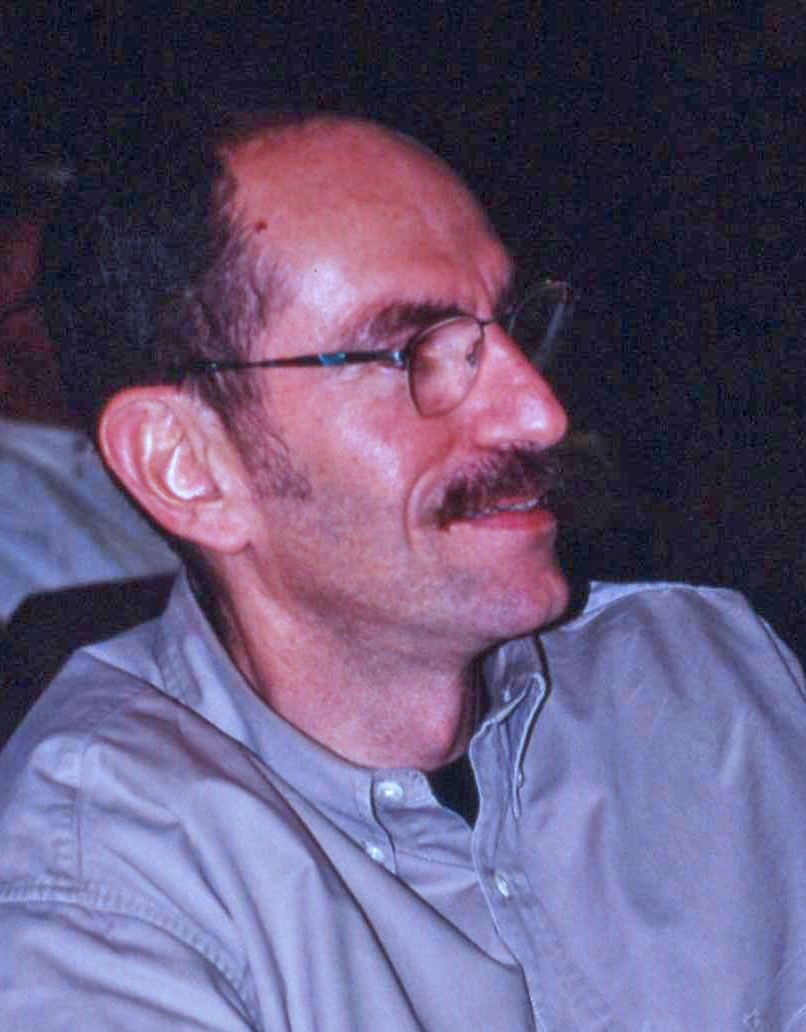
David M. Halperin, 2000

David M. Halperin (* 2. April 1952) ist Professor für englische Literatur an der University of Michigan in Ann Arbor, USA, und an der School of Sociology an der University of New South Wales, Sydney, Australien.

## Arbeit
Halperin arbeitet vornehmlich auf dem Gebiet der historischen Rekonstruktion („Genealogie“) der modernen Homosexualität. Insbesondere fokussiert er auf die Formen von Sexualität in der Antike. Sein queertheoretischer Ansatz ist beeinflusst von George Chauncey, Eve Kosofsky Sedgwick und Michel Foucault.
Zusammen mit den Mitherausgebern Henry Abelove und Michele Aina Barale erhielt er für die Anthologie Lesbian and Gay Studies Reader 1994 den Lambda Literary Award.

### How to do the History of Male Homosexuality?
Halperin begreift die moderne Homosexualität – sowohl im Sinne eines diskursiven Gegenstands wie auch als sexuelle Subjektivität – als das Ergebnis eines jahrhundertelangen Sedimentationsprozesses, in den im Falle der männlichen Homosexualität im Wesentlichen folgende traditionelle Paradigmata von männlicher Homosozialität und Geschlechtsrolle eingeflossen sind:
1. Effemination (Verweiblichung, tendenzielle Annahme weiblicher Eigenschaften)
2. Päderastie/Sodomie (sexueller Verkehr von gesellschaftlich höher gestellten Männern mit niedriger gestellten Männern)
3. Freundschaft (intensive platonische Beziehung zweier Männer)
4. Inversion (grundlegende Verkehrung der Geschlechterrolle)

Die Beschreibung dieser Phänomene in historischen Texten ist nach Halperin nicht mit dem modernen Konzept der Homosexualität zu verwechseln, auch wenn sich mitunter große Ähnlichkeiten feststellen lassen. Er wendet sich gegen essentialistische Auffassungen einer epochenübergreifenden (Homo-)Sexualität und kritisiert Autoren, die diesen Ansatz verfolgen.

## Werke (Auswahl)
- (Hrsg. mit John J. Winkler und Froma I. Zeitlin): Before Sexuality: The Construction of Erotic Experience in the Ancient Greek World, 1990, ISBN 0691002215
- One Hundred Years of Homosexuality, 1990, ISBN 0415900972
- The Lesbian and Gay Studies Reader, 1993 (Mitherausgeber), ISBN 0415905192
- Saint Foucault: Towards a Gay Hagiography, 1995, ISBN 0195093712
- How to Do the History of Homosexuality, 2002, ISBN 0226314472

- Zeitschrift: GLQ: A Journal of Lesbian and Gay Studies (Mitherausgeber)

Übersetzungen ins Deutsche:
- Ein Wegweiser zur Geschichtsschreibung der männlichen Homosexualität, in: Andreas Kraß: Queer Denken, 2003, ISBN 3518122487